# Neurois lenormandi
Neurois lenormandi là một loài bướm đêm trong họ Noctuidae.